# Kenos Aroi
Kenos Aroi ili Kenas Aroi je nauruski političar i predsjednik Republike Nauru od 17. kolovoza 1989. do 12. prosinca 1989.
Prije ulaska u parlament, Kenos Aroi je radio za Nauru Phosphate Corporation.
Uz potporu Kennana Adeanga Aroi je postao predsjednik 17. kolovoza 1989., a Adeang je poslao ministar financija. Za vrijeme svog mandata Aroi je imao zdravstvenih problema i odstupio je s dužnosti nekoliko mjeseci kasnije. Na sljedećim izborima predsjednik je postao Bernard Dowiyogo, Aroijev saveznik.